# 斯基勒魯普-馬里斯塔尼彗星
斯基勒魯普-馬里斯塔尼彗星的臨時名稱是C/1927 X1、1927 IX和1927k，是1927年最亮的彗星。它於1927年11月28日被澳洲的業餘天文學家約翰·弗朗西斯·斯基勒魯普和12月6日被阿根廷的埃德蒙督·馬里斯塔尼分別獨自發現，而他的外觀呈現明顯且引人注目的黃色，則是由鈉原子發射出來的。

## 外部連結
- JPL Orbit Simulation